# LGBT práva v Čečensku

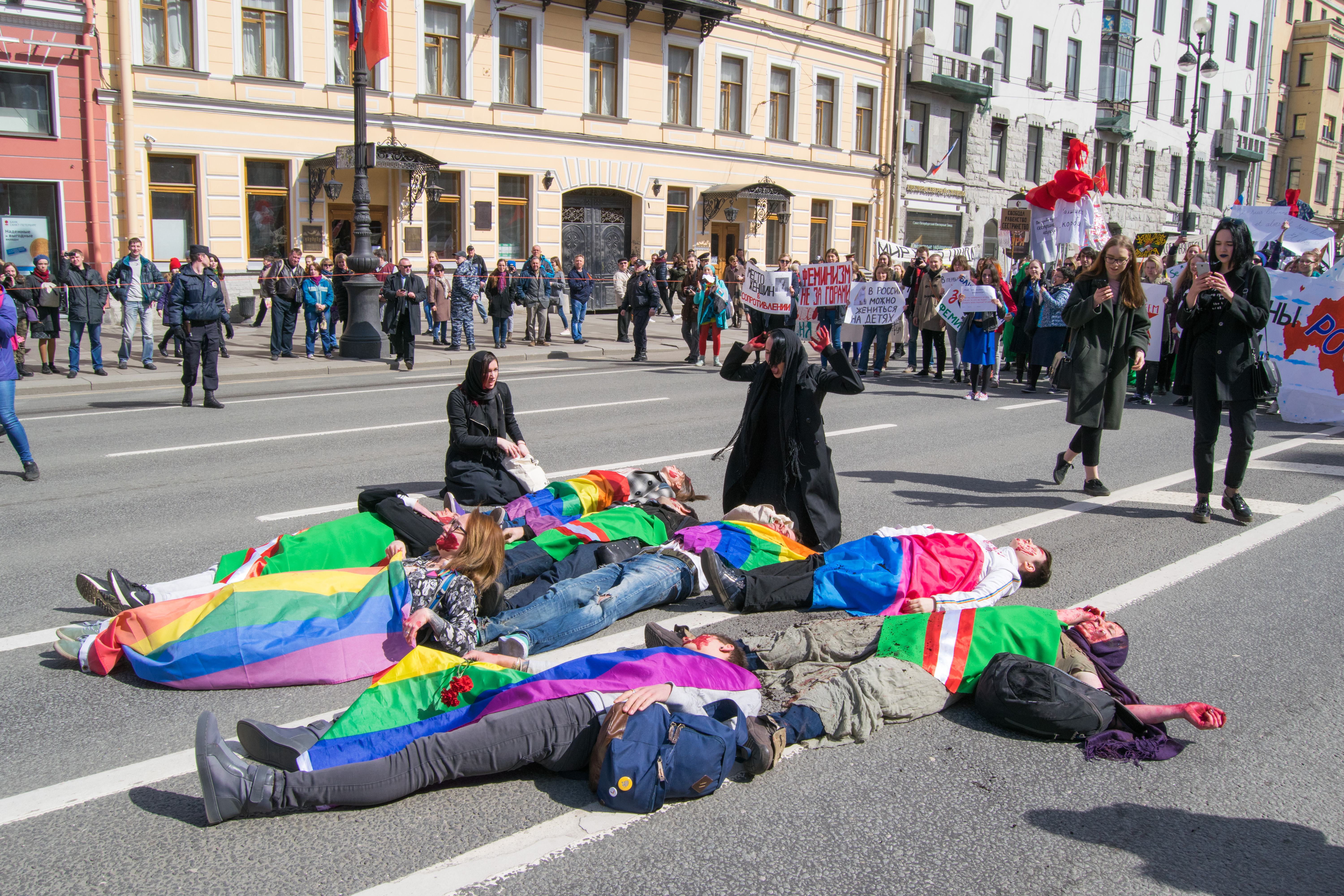
Aktivisté simulují scénu čečenských matek plačících pro své děti s duhovými a čečenskými vlajkami, Sankt Petěrburg, 1. květen 2017, Něvský prospekt

Práva leseb, gayů, bisexuálů a translidí v Čečensku jsou ze strany lidskoprávních organizací jako je Amnesty International a Human Rights Watch považována za dlouhodobě problematická. Ačkoliv se jedná o součást Ruské federace, čímž by se zdejší situace měla blížit ruskému přístupu k LGBT práv, není tomu zcela tak. Čečensko je autonomní republikou s vlastními hranicemi, která má svou vlastní vnitřní suverenitu, včetně vlastního trestního zákoníku, který, ač je jeho legitimita kvůli neuznání samostatnosti Čečenska, trestá sexuální vztahy mezi muži smrtí. Práva LGBT Čečenců jsou obecně více pošlapávána než práva LGBT Rusů. Čečenská vláda dokonce vyzývá rodiny homosexuálních lidí k tomu, aby je zabíjela.[zdroj?] Po roce 2017 pak začalo docházet k opakovaným případům systematického pronásledování gayů.

## Kulturní aspekty
Čečensko je velmi konzervativní islámskou společnosti s rozšířenou homofobií a obecně rigidním přístupem k lidské sexualitě. Po dvou střetech mezi armádou a separatisty v 90. letech, které vyvrcholily v První čečenskou válkou a Druhou čečenskou válku nastoupili k moci konzervativní vůdcové Achmat Kadyrov a jeho syn Ramzan Kadyrov, který je současným prezidentem autonomní Čečenské republiky. V Čečensku, jakož i ostatních jižních regionech Ruska, zmocnil ruský prezident Vladimir Putin lokální lídry k vlastní interpretaci a vymáhání tradičně muslimských hodnot, zčásti kvůli kooptaci islámského extremismu, který je hojně rozšířen v tamním podsvětí. Zpráva Human Rights Watch v roce 2017 shledala, že je obtížně zanalyzovat postavení LGBT práv v Čečensku, protože homofobie je intenzivní a nekontrolovaná. LGBT komunitu neohrožuje pouze perzekuce ze strany státní moci, nýbrž i vraždy ze cti, které páchá společnost, v níž žijí, včetně rodinných příslušníků. Rodiny a komunity své LGBT členy vraždí v zájmu ochrany "dobrého jména". Ramzan Kadyrov podporuje mimosoudní vraždy rodinnými příslušníky jako alternativu ke klasickému trestnímu stíhání – v některých případech se homosexuální muži dostali do vězení po předchozím udání svých rodinných příslušníků.

## Pronásledování gayů po roce 2017
Od března 2017 začali příslušníci LGBT komunity, konkrétně homosexuální a bisexuální muži, mizet, přičemž se později potvrdilo, že jsou tajně unášeni do koncentračních táborů, kde jsou proti své vlastní vůli zadržováni a brutálně mučeni. Obětí této formy pronásledování se stalo více než sto a možná i několik stovek mužů, Nejméně tři, a maximálně 20 z nich bylo zavražděno. Přesný počet zadržovaných a zavražděných je neznámé. Právní poradci Rady OSN pro lidská práva se na začátku dubna 2017 usnesli na následujícím: Čečensko se dopouští násilí a perzekuce bezprecedentního charakteru, čímž hrubým způsobem porušuje závazky Ruské federace z hlediska mezinárodních lidskoprávních standardů.